# The Cowsills
The Cowsills es una agrupación músico-vocal estadounidense originaria de Newport, Rhode Island, formada en 1965 y especializada en lo que después se conocería como "bubblegum pop". La banda fue formada en el verano de 1965 por cuatro hermanos: Barry, Bill, Bob y John Cowsill. Tras su éxito inicial, al grupo familiar se les unieron sus hermanos Susan y Paul y su madre Barbara, y quedó su hermano Richard, quien no cantó con el grupo, pero que ejerció como director y promotor. El grupo pasaría a la historia de la música pop a través de su canción, "The Rain, the Park and Other Things" ("La lluvia, el parque y otras cosas"), del año de 1967.[cita requerida]

## Orígenes y primeros éxitos
Originalmente inspirados por The Everly Brothers y después por The Beatles, El interés de los Cowsills por la música comenzó mientras su padre Bud Cowsill se encontraba asignado a Cantón, Ohio a finales de los cincuenta como recluta de la Armada de los Estados Unidos. Bud y Barbara animaron a Bob y a Billy para tomar lecciones de guitarra. Los muchachos desarrollaron su talento musical y su vocalización y lograron actuaciones en bailes organizados en las iglesias y en las escuelas de Stark County, Ohio. La primera aparición en televisión fue en el "Show de Gene Carrol" en la WEWS en Cleveland.
Bud se retiró luego de una larga carrera al servicio de la marina americana para dirigir la carrera de sus hijos, al lado de su esposa.
La banda comenzó a ganar notoriedad hacia los años sesenta.
A finales de 1965, los 4 miembros iniciales fueron contratados como número regular en Bannisters Wharf en Newport, en donde debían interpretar temas de The Beatles, hora tras hora. Simultáneamente producirían sus primeras grabaciones, y las lanzaron a través del sello Mercury Records, a pesar de su atractivo, la compañía discográfica finalizó su contrato por razones nunca especificadas.

### La lluvia, el parque y otras cosas
En 1966, la banda firmó para el sello MGM Records, y Barbara quien vendría a ser conocida de manera afectuosa por sus admiradores como "Mini-Mom", debido a su estatura mínima, se uniría al grupo para grabar "The Rain, The Park, and other Things" (La lluvia, el parque y otras cosas). Muy pronto la banda se ampliaría con la inclusión de Susan y Paul.
Con el éxito de "The Rain, the Park and Other Things" la banda se convirtió en un número popular en los Estados Unidos, y logró captar atención en Inglaterra y otros países de Europa, éste alcanzaría la posición número 2 en las listas de Billboard, vendiendo cerca de tres millones de copias en su primer lanzamiento.
En 1968, la banda logró vender un millón de copias más de la siguiente canción que sería un éxito, "Indian Lake", la cual logró la posición número 10 en las listas y en 1969 tendría un segundo éxito, que también vendería otro millón de copias, al lanzar su versión al tema principal del musical "Hair". Con estas dos últimas canciones llegaron a la cima de las listas de éxitos de Australia y Nueva Zelanda, siendo los únicos países del mundo en que la agrupación llegó al número uno.

## La televisión yLos Cowsills
Los Cowsills también hicieron muchas apariciones a través de los sesenta y a principios de los setenta, incluyendo su especial de televisión. Fueron invitados a participar en la serie televisiva "La familia Partridge" una comedia de situaciones inspirada en su éxito pero rechazaron los roles actuando como hijos de la actriz Shirley Jones quien llevaba el papel principal en lugar de la madre de ellos, Barbara.
También fueron conocidos como los voceros de American Dairy Association, apareciendo en anuncios promocionando leche. De igual forma durante la primera temporada de "Love American Style"(1969-1970), los Cowsills interpretaron el tema principal del show.

## Separación y reuniones
En 1969 Bill fue despedido del grupo por su padre debido a que lo sorprendió fumando mariguana. En 1972, Barbara, Paul, y Susan dejaron el grupo y Bill regresó, reformando al cuarteto original. Lanzaron un sencillo más llamado Covered Wagon, el cual no consiguió ingresar a listas. Poco después Los Cowsills dejaron de tocar juntos como banda entre una serie de disputas. Los miembros hicieron distintos intentos de carrera dentro y fuera de la industria musical. Alguno produjo álbumes e interpretó de vez en cuando, aunque no como The Cowsill por lo menos hasta fines de los 1970 y en la década siguiente. Un proyecto en particular fue una banda llamada Bridey Murphy la cual se formó a mediados de la década de los 1970 y que respaldó a Paul, Bill, Marry y a Waddy Watchel, logrando diversos éxitos.
En 1978, varios de los Cowsills -incluyendo a Paul, John, Barry, Bob y Susan- grabaron un álbum incongruente llamado "Cocaine Drain", al lado del productor Chuck Plotkin. El álbum nunca fue completado, y en algún momento los másteres originales se perdieron (o fueron robados). A casi 30 años de ello sólo existía un acetato rayado. En marzo de 2008 , una versión del álbum fue lanzada bajo la dirección de Bob Cowsill. Numerosas pistas inéditas se incluyeron dentro del lanzamiento. Los hermanos Cowsill aparecieron en la portada del álbum en fotos aparentemente tomadas durante el tiempo en que se efectuaron las sesiones de grabación.
Después de las sesiones de "Cocaine Drain" , los Cowsills se reunieron en algunos shows durante 1979-1980 pero regresaron a sus carreras separadas después de ello.
La más prominente de la familia vino a ser Susan quien fue integrante de los Continental Drifters, al lado de quien fuese su primer esposo Peter Holsapple (quien es padre de su hija) y su segundo esposo, Ross Broussard. También fue parte de la banda de Dwight Twilley a mediados de los 1980, y actualmente sustenta una carrera como solista como líder al lado de la Susan Cowley Band.
Su primer álbum como solista (Just Believe), fue lanzado en el 2005 por Blue Corn Music.
Bill Cowsill se mudó a Canadá en 1970 y también funcionó como artista solitario y como miembro de la Vancouver, British Columbia's antes de formar la nacionalmente aclamada Blue Shadows y grabando dos álbumes para Sony Canada.
En 1990, Bob, Paul, John, y Susan se reagruparon nuevamente como los Cowsills. Originalmente se tenía contemplado actuar dentro del "circuit oldies"(interpretación de viejos números) pero después de cierta deliberación decidieron incorporar nuevo material escrito por Bob y su esposa, Mary Jo, dentro del espectáculo. Esta encarnación de la banda comenzó a actuar en pequeños clubs y exhibiciones en el área de Los Ángeles y eventualmente se extendieron alrededor del país e incluso en Canadá. Sus actuaciones generaron críticas en su mayoría positivas por parte de los críticos y los fanes, incluso una actuación en el Joan Rivers Show, en donde Susan manifestó su frustración por nunca haberse identificado con las dos chicas de la Familia Partridge quienes supuestamente le representaban.
El éxito de esta reunión dirigió a los Cowsills a regresar al estudio de grabación, de lo cual derivó el álbum, Global.
Tras varias presentaciones, tanto en conjunto como solistas, los tres miembros sobrevivientes de la formación original retoman la actividad artística con una gira en conjunto con The Turtles, Gary Puckett & The Union Gap y The Association llamada "Happy Together Tour", que comenzó en 2016 y en 2020 fue suspendida temporalmente por la pandemia de COVID-19.

## Discografía
1. The Cowsills (1967)
2. The Cowsills plus The Lincoln Park Zoo (1968)
3. We Can Fly (1968)
4. Captain Sad and His Ship of Fools (1968)
5. The Best of The Cowsills (1969)
6. The Cowsills in Concert (1969)
7. IIxII (1970)
8. The Cowsills Greatest Hits (1970)
9. "On My Side" (1971)
10. "The Best of the Cowsills" (1988)
11. "Global" (1998)
12. "The Best of the Cowsills: The Millennium Collection" (2001)
13. Painting the Day: The Angelic Psychedelia of the Cowsills (2006)
14. Cocaine Drain (2008)